# Pentalobus kaupi
Pentalobus kaupi es una especie de coleóptero de la familia Passalidae.

## Distribución geográfica
Habita en Santo Tomé y Príncipe.